# Portrait of a Call Girl
Portrait of a Call Girl ist ein US-amerikanischer Spielfilm-Porno des Regisseurs Graham Travis aus dem Jahr 2011. Der Film gehört zu den im Jahr 2012 am meisten mit Preisen ausgezeichneten Pornofilmen (insgesamt 11), u. a. wurde er mit einem AVN Award, einem XBIZ Award als „Movie of the Year“ und dem Erotic Lounge Award als „Bester Spielfilm“ ausgezeichnet.

## Handlung
Elle ist eine junge Frau vom Land, die aus familiären Gründen in die Stadt flieht und dort als Callgirl zu arbeiten beginnt. Sie versucht dabei ihre sexuellen Grenzen zu finden. Sie trifft sich unter anderem mit einem Familienvater in einem Hotel, macht bei einem Dreier mit und verführt einen Geschäftsmann in einer Villa.

## Wissenswertes
- Der Film wurde als Zwei-DVD-Set im August 2011 veröffentlicht. Die erste DVD enthält verschiedene Special Features wie „Behind-the-scenes“, Slideshow, Outtakes etc.; die zweite DVD enthält eine 79:29-Minuten-Fassung des Films ohne Hardcore-Szenen.
- Aufgrund der Aufmachung des Films, der schauspielerischen Leistungen, der Dramaturgie, Regieführung und Kameraführung und der Geschichte wird er als ähnlich dem Mainstream beschrieben.

## Auszeichnungen
- 2012: AVN Award – Best actress (Jessie Andrews)
- 2012: AVN Award – Best director – Feature (Graham Travis)
- 2012: AVN Award – Best feature
- 2012: AVN Award – Movie of the year
- 2012: XBIZ Award – Feature movie of the year
- 2012: XBIZ Award – Director of the year – individual project (Graham Travis)
- 2012: XBIZ Award – Acting performance of the year – female (Jessie Andrews)
- 2012: XBIZ Award – Non-sex acting performance of the year (Alec Knight)
- 2012: XBIZ Award – Screenplay of the year (Graham Travis)
- 2012: XBIZ Award – Best cinematography (Mason, Carlos Dee und Alex Ladd)
- 2012: Erotic Lounge Award – Bester Spielfilm